# Vœgtlinshoffen

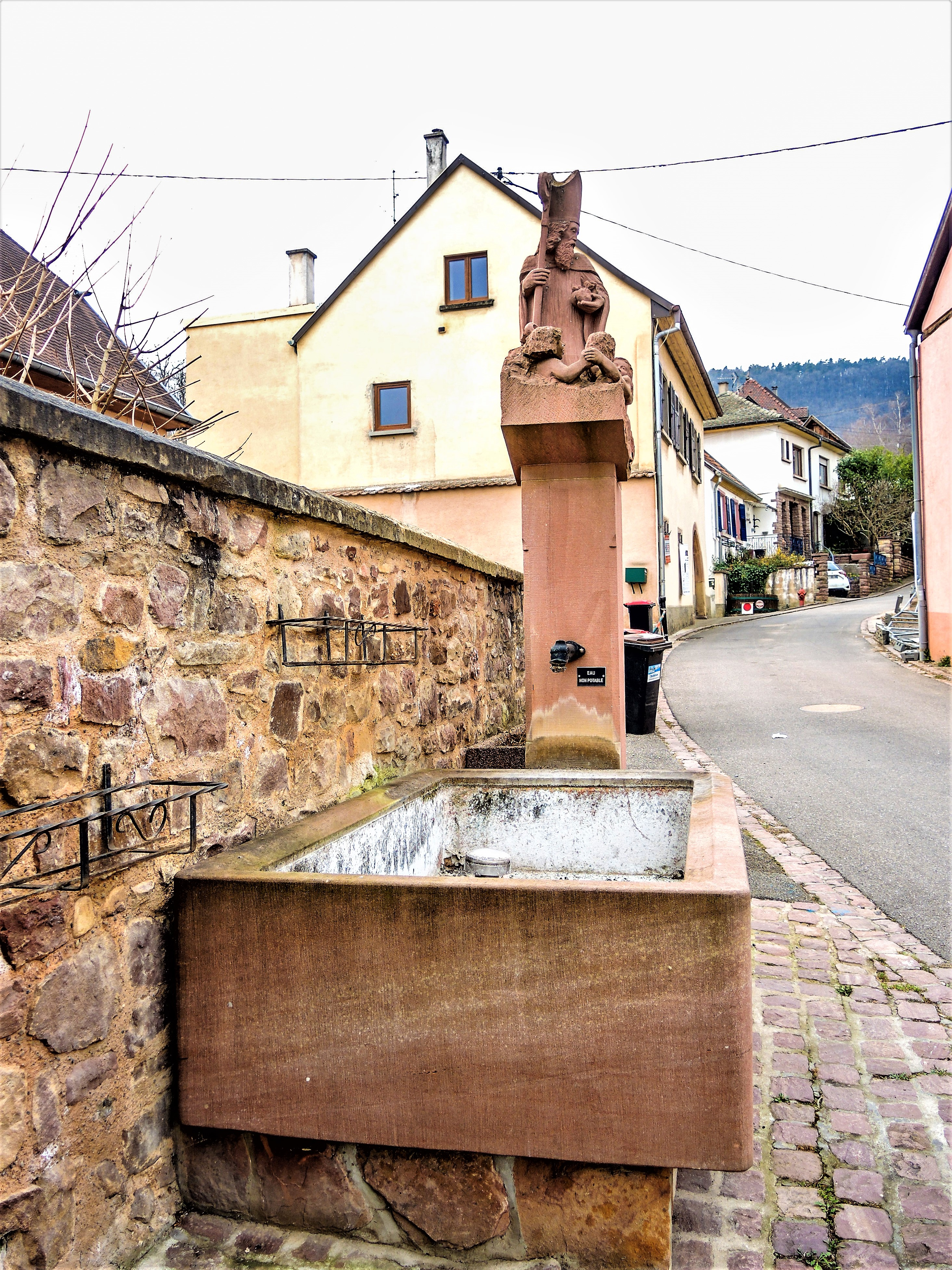
Dorfstraße mit Brunnen

Vœgtlinshoffen (deutsch Vöklinshofen, früher auch Vögtlinshofen oder Vöklingshofen) ist eine französische Gemeinde mit 477 Einwohnern (Stand 1. Januar 2022) im Département Haut-Rhin in der Region Grand Est (bis 2015 Elsass). Sie gehört zum Kanton Wintzenheim im Arrondissement Colmar-Ribeauvillé.

## Geographie
Die Gemeinde liegt im Oberelsass auf 340 m Höhe an der Elsässer Weinstraße am Rand der Vogesen, etwa zehn Kilometer südwestlich von Colmar und sechs Kilometer südsüdwestlich von Wintzenheim. Das 3,99 km² umfassende Gemeindegebiet gehört zum Regionalen Naturpark Ballons des Vosges.

## Geschichte
In einer vom Straßburger Bischof Heinrich I. 1188 ausgefertigten und dem Stift Marbach ausgehändigten Urkunde wird ein Ödalrico von Vocelineshoven genannt. Weitere ältere Ortsbezeichnungen kommen vor als Walchilshove (1212), Vochelmisheim (1222), Walchilnshove (1265), Walchilshove (1265), Vochilishofen (1298), Fockelinishoven (13. Jh.), Vokelinshofe ... Vögkelinshoven (14. Jh.), Vöckelshoffen (1424), Vöchliszhoffen ... Vöklinszhoffen (1433), Vockliszhöuen (1487), Fockelszhouen (1488), Feckelszhoffen (1439) und als Hadstat cum filia Voglishouen (1441). Eine dem hl. Nikolaus gewidmete Kirche wurde 1145 geweiht, das heutige Gebäude ist ein moderner Neubau. 1890 wurden südlich des Dorfs auf der Flur ‚Altes Klösterle‘ in Richtung Geberschweier Gold- und Silbermünzen aus dem 14. und 15. Jahrhundert gefunden.
Das Dorf im Heiligen Römischen Reich gehörte früher zur Vogtei Ensisheim der Habsburger im Elsass. Im Rahmen der sogenannten Reunionspolitik Ludwigs XIV. wurde die Vogtei 1680 durch Beschluss der Reunionskammern von Breisach und Metz vom Königreich Frankreich annektiert.
Durch den Frankfurter Frieden vom 10. Mai 1871 kam das Gebiet an das deutsche Reichsland Elsaß-Lothringen, und das Dorf wurde dem Kreis Colmar im Bezirk Oberelsass zugeordnet. Die Dorfbewohner betrieben hauptsächlich Weinbau. 
Nach dem Ersten Weltkrieg musste die Region aufgrund der Bestimmungen des Versailler Vertrags 1919 an Frankreich abgetreten werden. Im Zweiten Weltkrieg war die Region von der deutschen Wehrmacht besetzt.
Am 1. Januar 1996 wurde der Name von Vœgtlinshofen in Vœgtlinshoffen geändert.

### Demographie
| Jahr              | 1962 | 1968 | 1975 | 1982 | 1990 | 1999 | 2006 | 2014 |
| ----------------- | ---- | ---- | ---- | ---- | ---- | ---- | ---- | ---- |
| Einwohner         | 433  | 434  | 387  | 392  | 446  | 478  | 531  | 534  |
| Cassini und INSEE |      |      |      |      |      |      |      |      |

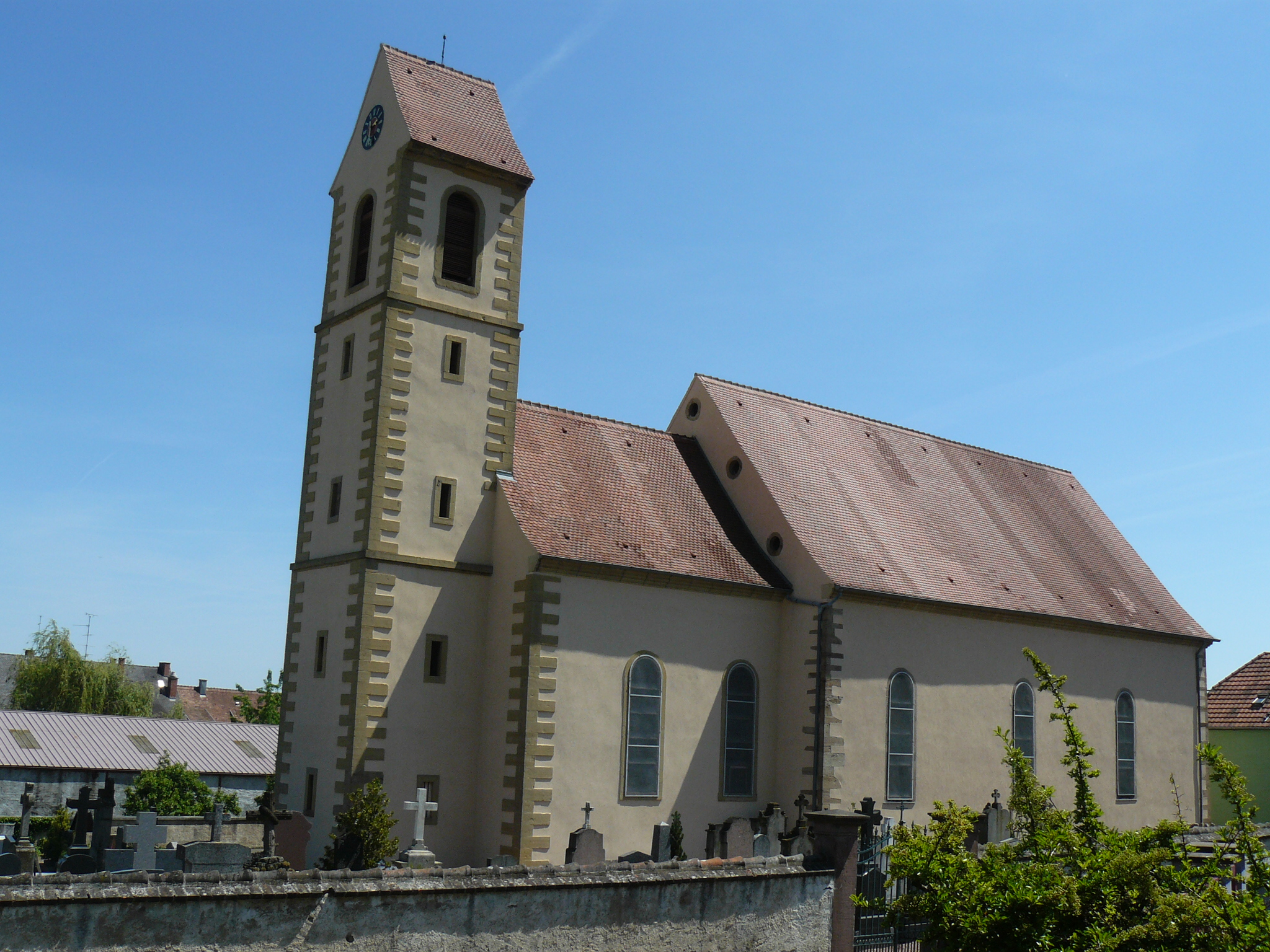
Nikolaikirche (Aufnahme 2010)
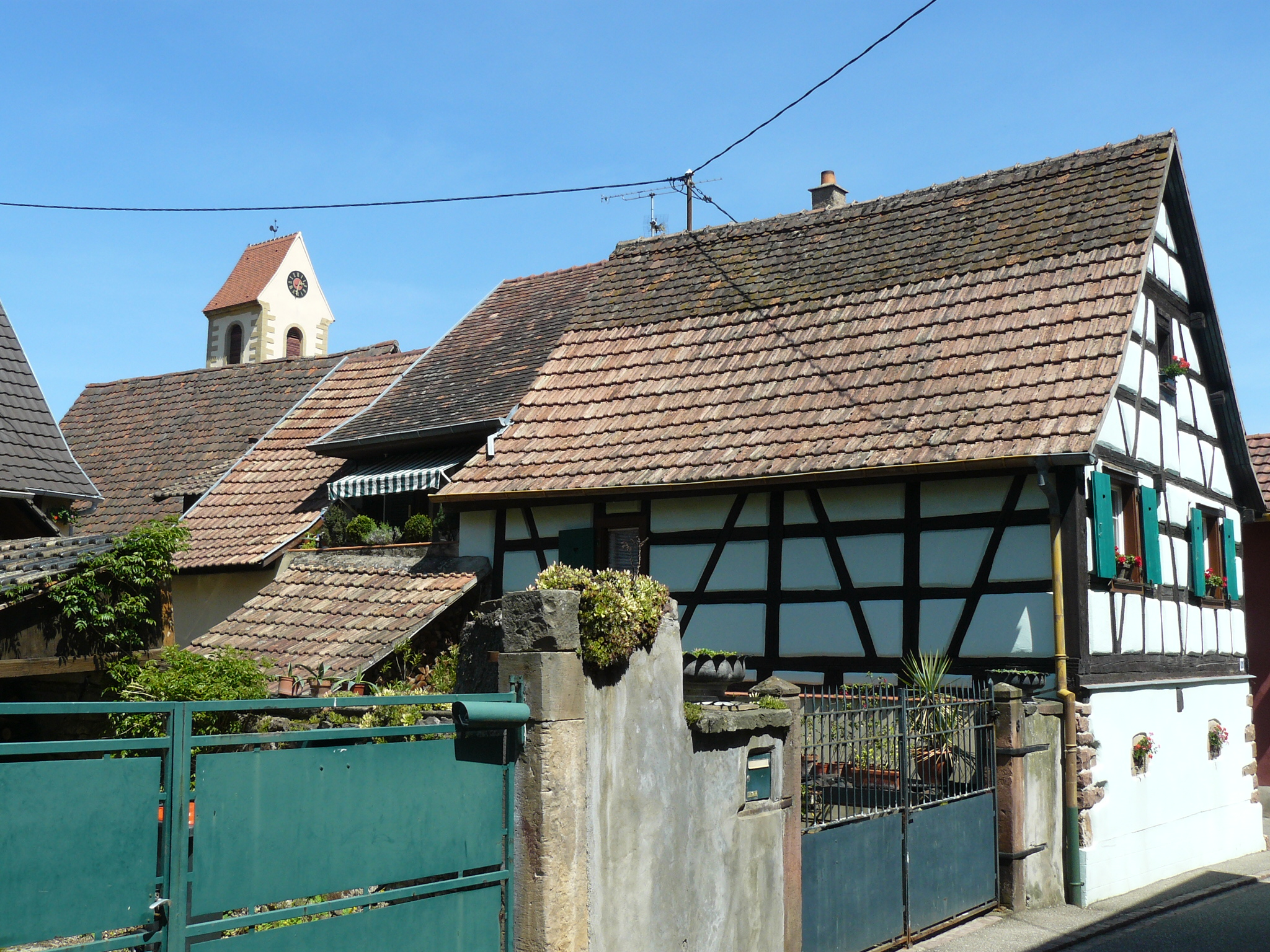
Altes Dorfhaus
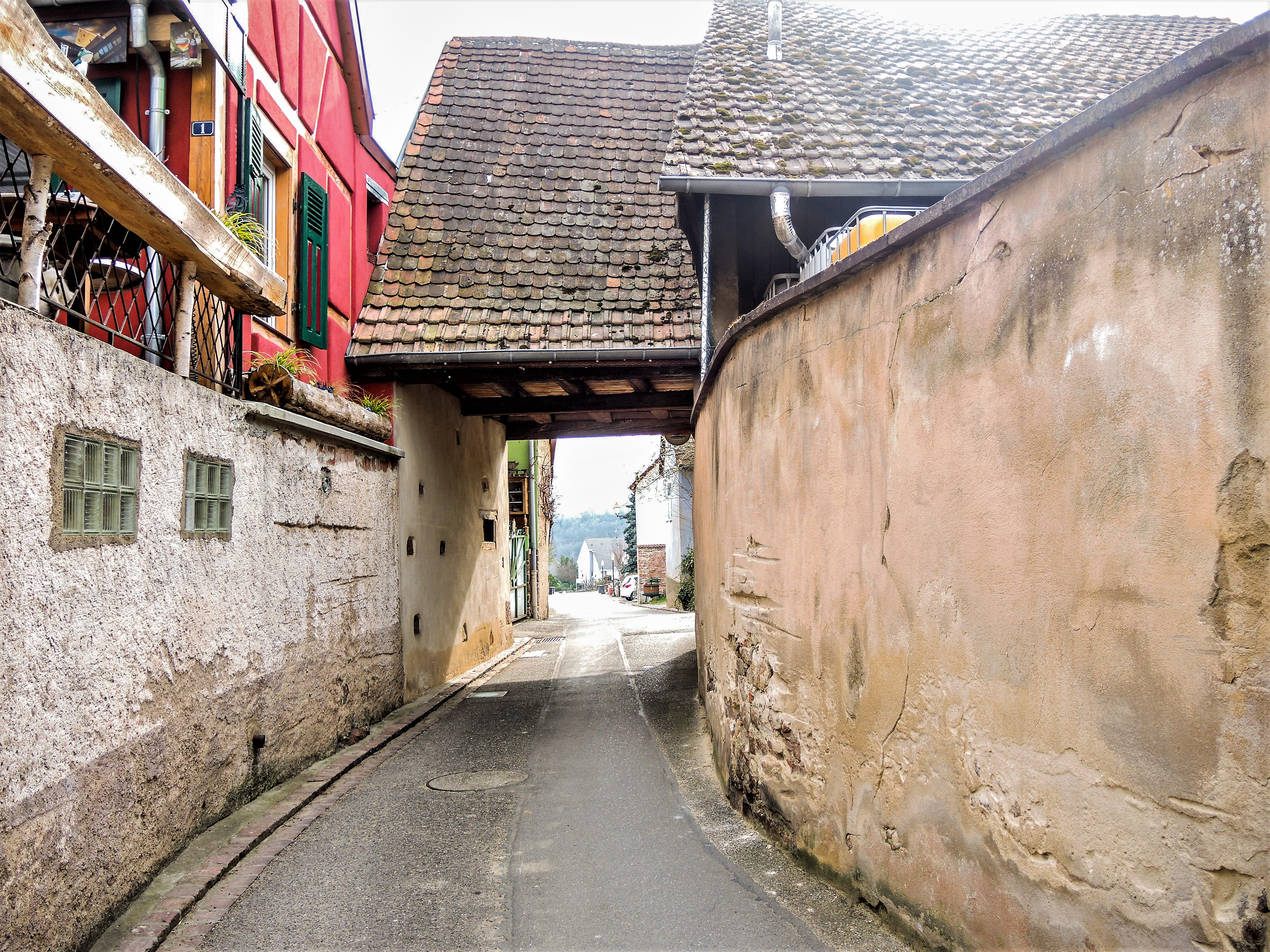
Alter südlicher Dorfeingang
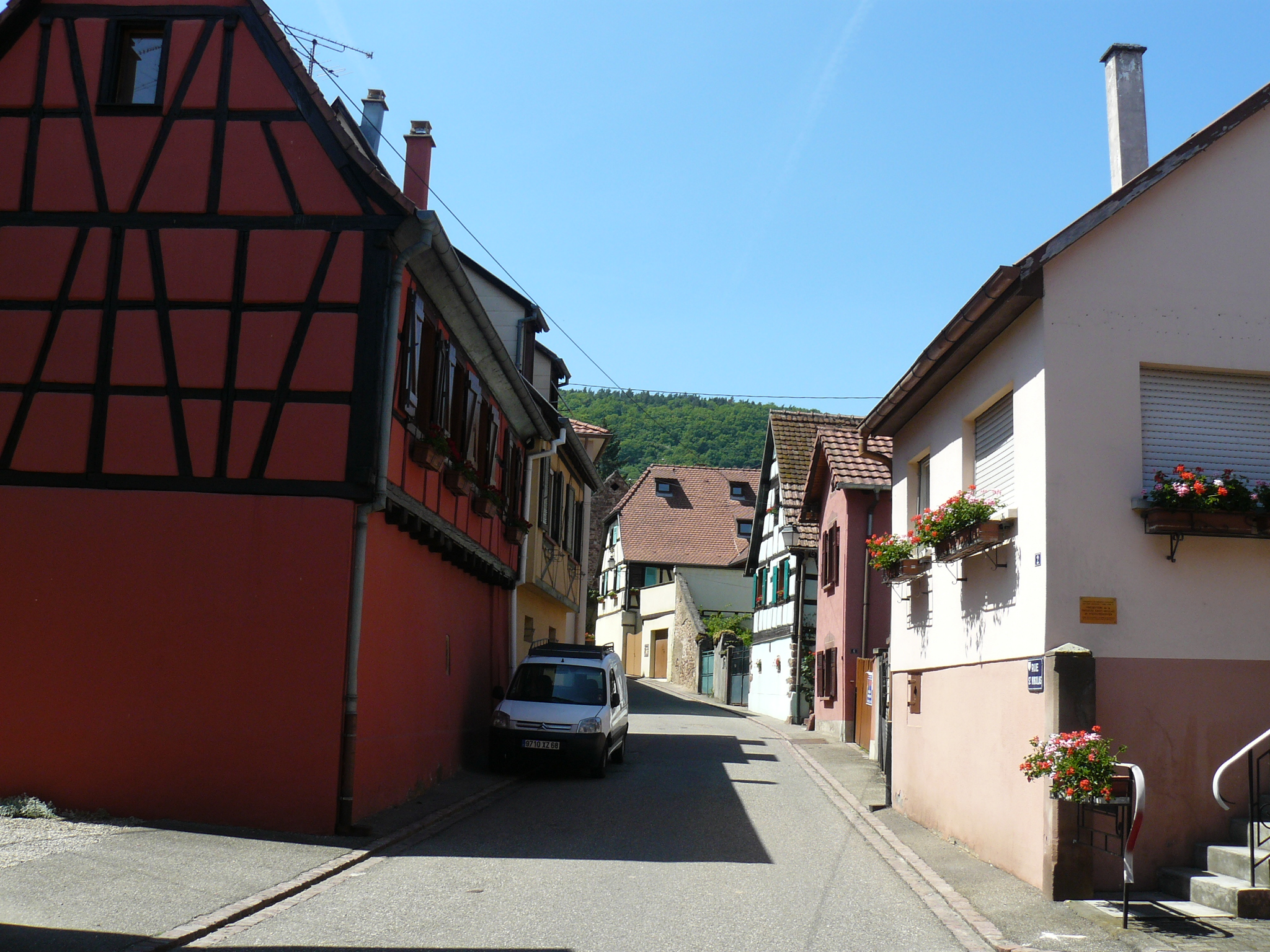
Dorfstraße
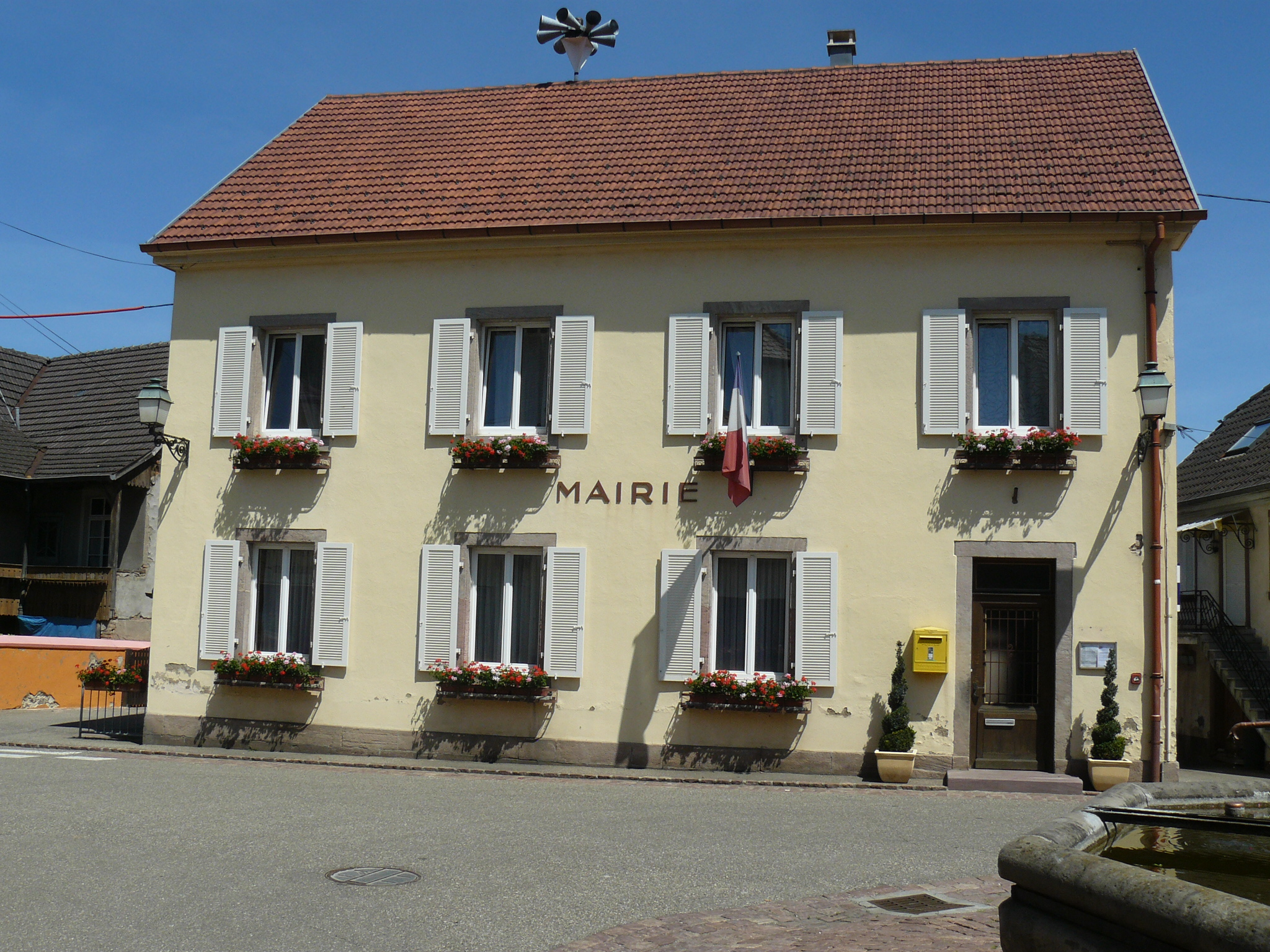
Rathaus (mairie)
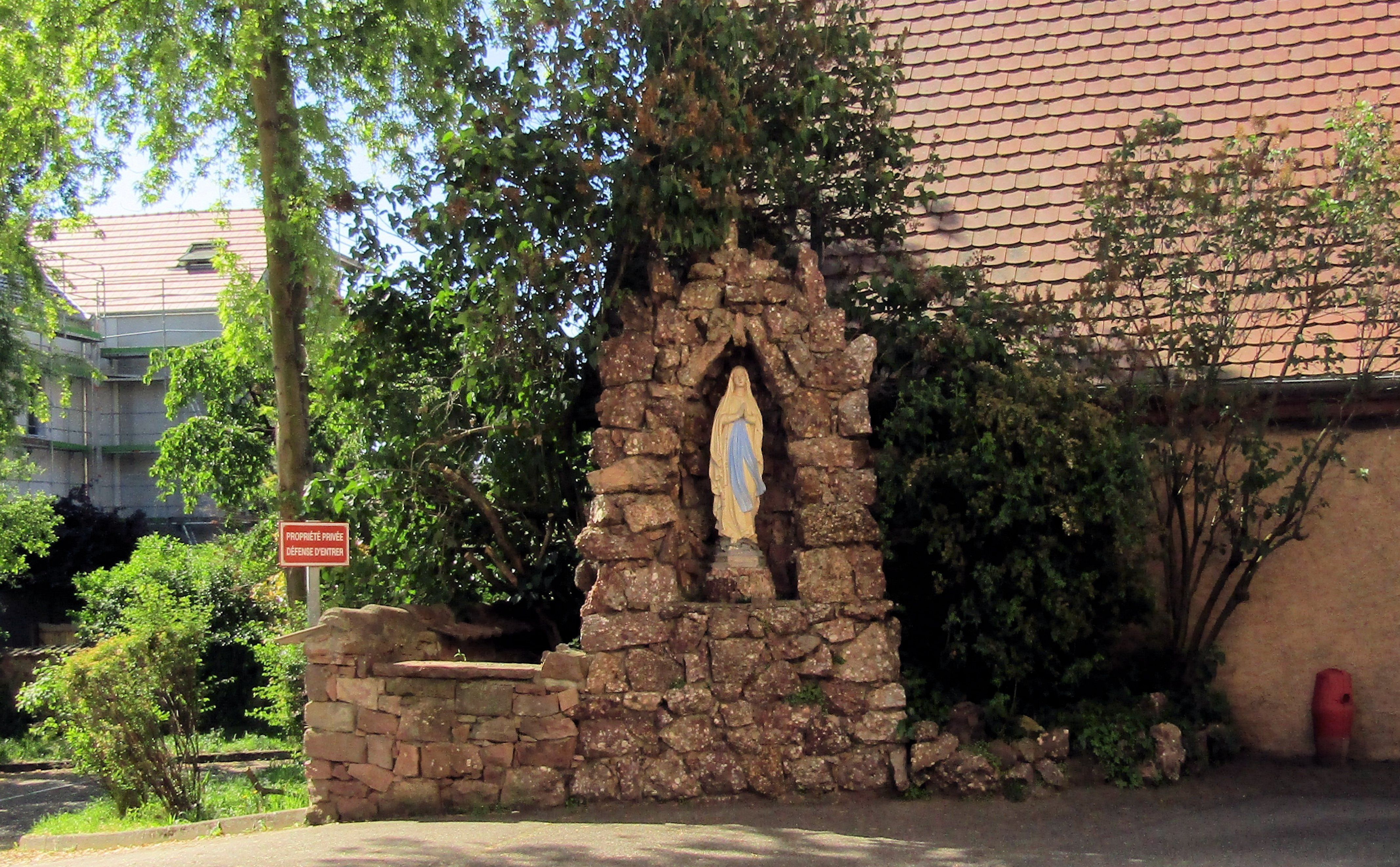
Lourdesgrotte an der Kirche
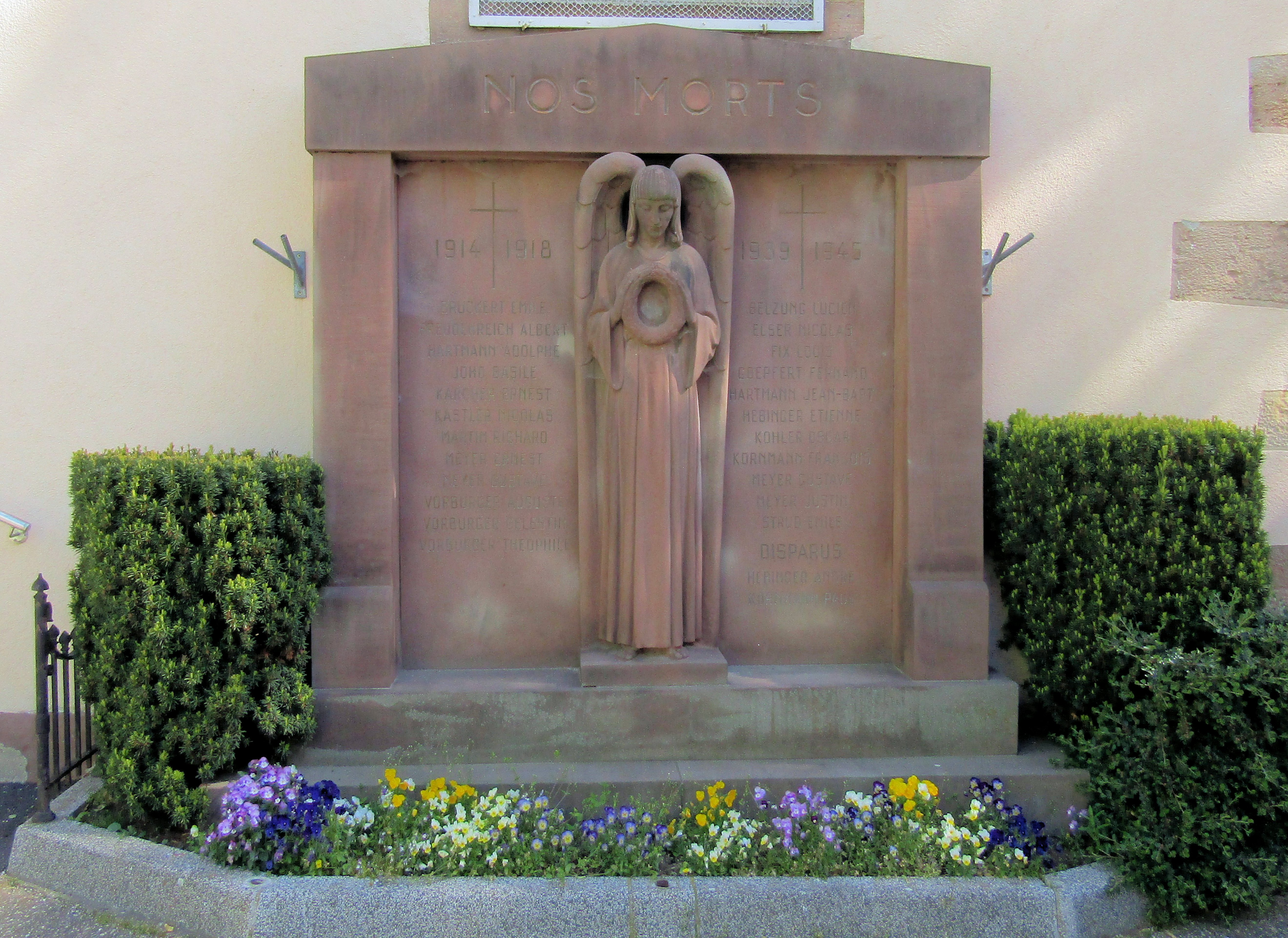
Gefallenendenkmal

## Infrastruktur
Durch die Lage unmittelbar an den Vogesen erfolgt die Verkehrsanbindung hauptsächlich in Richtung Osten zur D 83 bzw. noch weiter östlich zur A 35.

## Regelmäßige Veranstaltungen
Am letzten Wochenende des Monats Juni findet das Dorffest statt.